# ルーカス・メルテンス
ルーカス・メルテンス（Lukas Märtens、2001年12月27日 - ）は、ドイツの男子競泳自由形選手。2024年パリオリンピック400m自由形金メダリスト。また、同種目の世界記録保持者。

## 経歴
2022年世界水泳選手権の400m自由形で銀メダルを獲得した。
2023年世界水泳選手権の400m自由形で銅メダルを獲得し、2024年世界水泳選手権でも400m自由形で2大会連続となる銅メダルを獲得した。
2024年パリオリンピックの400m自由形で金メダルを獲得した。200m自由形は5位、800mフリーリレーと200m背泳ぎは決勝8位入賞を果たした。

## 自己ベスト
- 200m自由形　1分44秒14[5]
- 400m自由形　3分40秒33[5]